# 1805 dans les chemins de fer
Chronologie des chemins de fer
1804 dans les chemins de fer - 1805 - 1806 dans les chemins de fer

## Évènements
- Richard Trevithick construit une deuxième locomotive sur une commande de Christopher Blackett pour la mine de charbon de Wylam, Northumberland ; mais elle s'est également avérée trop lourde pour la voie à rails en bois.

## Naissances
- 8 octobre : Alfred Armand, architecte français [1] à Paris, deviendra notamment celui des Frères Pereire. Architecte en chef à la Compagnie du Chemin de fer de Paris à Saint-Germain, il est le concepteur des premières gares voyageurs en France, comme l'embarcadère de l'Europe et la station du Pecq († 27 juin 1988).